# Haliclona acoroides
Haliclona acoroides är en svampdjursart som beskrevs av Michelle Kelly-Borges och Patricia R. Bergquist 1988. Haliclona acoroides ingår i släktet Haliclona och familjen Chalinidae.
Artens utbredningsområde är Papua Nya Guinea. Inga underarter finns listade i Catalogue of Life.